# Мусул (село)
 Тази статия е за селото.  За града в Ирак вижте Мосул.  За планината вижте Мусул.
Мусул (на сръбски: Мусуљ или Musulj) е село в Община Босилеград, Сърбия. Има население от 77 жители (по преброяване от септември 2011 г.).

## Демография
- 1948 – 594
- 1953 – 614
- 1961 – 708
- 1971 – 630
- 1981 – 363
- 1991 – 230
- 2002 – 125
- 2011 – 77

## Етнически състав
(2002)
- 84,80% българи
- 15,20% сърби